# Sili (Palauli)
Sili ist ein Dorf an der Südseite der Insel Savai'i in Samoa. 2016 hatte der Ort 1071 Einwohner.

## Geographie
Sili liegt im Inland am Fluss Sili River (Lata). Nur kleine Zufahrtsstraßen verbinden den Ort mit der South Coast Road im Süden bei Vaiala und im Osten bei Satufiauta im Nachbarbezirk Satupaʻitea.
Das Dorf gehört zum Wahlbezirk Palauli 1. Im Ort gibt es eine Kirche der Mormonen.
Die Menschen leben hauptsächlich von Subsistenzwirtschaft. Der Sili River hat, wie viele natürliche Ressourcen in Samoa, große kulturelle und historische Bedeutung. Sein Verlauf liegt auf gemeinschaftlichem Landbesitz. Der Gebrauch von Pestiziden wurde in der Gemeinde verboten.

## Geschichte
Anfang der 2000er Jahre hat die Gemeinschaft von Sili Pläne der Regierung abgewiesen auf dem Gemeindeland ein Wasserkraftwerk zu errichten. Das Wasserkraftwerk-Projekt war mit Unterstützung der Asian Development Bank (ADB) von der Regierung von Samoa und der samoanischen Electric Power Corporation (EPC) vorangetrieben worden. Die ADB hatte der Regierung 2003 bereits US$ 300.000 für das Projekt ausgezahlt. Die Dorfhäuptlinge (matai) fürchteten, das Projekt würde das Wasser verschmutzen und die Umwelt zerstören.